# Pierce Charles
Pour les articles homonymes, voir Charles.
Pierce Charles, né le 21 juillet 2005 à Manchester, est un footballeur international nord-irlandais qui évolue au poste de gardien de but au Sheffield Wednesday.

## Biographie

### Carrière en club
Né à Manchester en Angleterre, Pierce Charles est formé par Manchester City en compagnie de son frère aîné Shea Charles,, avant d'être transféré au Sheffield Wednesday en championnat d'Angleterre de deuxième division.
Intégré à l'équipe première lors de l'été 2022,, avant de signer son premier contrat professionnel avec le club au mois d'octobre suivant. Il joue son premier match avec le club le 26 janvier 2024, titularisé à la suite des forfaits de Cameron Dawson et James Beadle lors d'un match nul 1-1 en coupe contre Coventry,.

### Carrière en sélection
Charles est international international nord-irlandais junior, à partir de l'équipe d'Irlande du Nord des moins de 19 ans,.
En mai 2024, Charles est convoqué pour la première fois avec l'équipe senior d'Irlande du Nord,. Il honore sa première sélection le 12 octobre 2024, titularisé au coté de son frère Shea lors d'un match de Ligue des nations contre la Biélorussie, où il carde sa cage inviolée, obtenant un match nul en déplacement.
Il s'illustre aussi lors de son deuxième match en équipe nationale, un 5-0 contre la Bulgarie de Kiril Despodov et Filip Krastev, ne concédant encore aucun but, mais se faisant aussi remarquer par son jeu au pied, participant activement à cette victoire en Ligue des nations,,.